# Yaizu
Yaizu (Japans: 焼津市, Yaizu-shi) is een havenstad in de prefectuur Shizuoka in Japan. De oppervlakte van deze stad is 70,55 km² en begin 2010 heeft de stad circa 143.000 inwoners.

## Geschiedenis
Yaizu is een oude nederzetting en men claimt dat de Yaizu jinja al in de 5e eeuw is opgericht.
In de Edoperiode ontwikkelde de nederzetting zich tot vissershaven.
Bij de kadastrale hervorming van 1886 werd Yaizu een dorp en op 28 juni 1901 werd Yaizu erkend als gemeente. Vanaf 1908 werd bevroren vis naar de markt gebracht in Tokio. De vissersvloot werd gedecimeerd door de Tweede Wereldoorlog.
Yaizu werd op 1 maart 1951 een stad (shi).
De stad groede verder door annexatie van omliggende dorpen en gemeenten:
- 1 november 1953: Toyota (豊田村, Toyota-mura)
- 1 januari 1955: Higashi Masuzu (東益津村, Higashi Masuzu-mura), Ogawa (小川町, Ogawa-chō), Daitomi (大富村, Daitomi-mura) en Wada (和田村, Wada-mura)
- 1 april 1957: een deel van Hirohata (広幡村, Hirohata-mura)
- 1 november 2008: Oigawa (大井川町, Ōigawa-chō)

## Economie
De economie van Shimada is primair gebaseerd op visserij en verwerking tot visproducten.
In Yaizu is Hasegawa, fabrikant van plastic modellen (vliegtuigen, auto's, schepen, ruimtevaartuigen, wapen), gevestigd.

## Verkeer
Yaizu ligt aan de Tōkaidō-hoofdlijn van de East Japan Railway Company.
Yaizu ligt aan de Tomei-autosnelweg en aan de nationale autoweg 150 en aan de prefecturale wegen 31, 33, 213, 227, 342, 355, en 416.

## Stedenband
Yaizu heeft een stedenband met
- Hobart (Australië), Australië, sinds 17 februari 1977

## Aangrenzende steden
- Fujieda
- Shimada
- Shizuoka

## Geboren in Yaizu
- Itsuko Hasegawa (長谷川 逸子, Hasegawa Itsuko), architect
- Tetsuya Ishida (石田徹也, Ishida Tetsuya), kunstschilder
- Katayama Shinji (片山 伸次, Katayama Shinji), sumoworstelaar
- Taisuke Muramatsu (村松 大輔, Muramatsu Taisuke), voetballer